# Anima Yell!
Anima Yell! (アニマエール！ Anima Ēru!?) es una serie de manga yonkoma escrita e ilustrada por Tsukasa Unohana. Hizo su aparición en el número de abril de 2016 de la revista Manga Time Kirara Carat de Hōbunsha y ha sido recopilado en cinco volúmenes tankōbon. Una adaptación al anime del estudio Doga Kobo se emitió del 7 de octubre al 23 de diciembre de 2018.

## Argumento
Kohane Hatoya es una estudiante que le encanta ser de ayuda a los demás . Al entrar al instituto, ella se fascina con las animadoras, y decide empezar un club de animadoras en su nuevo instituto, junto con la experimentada Hizume y su amiga de la infancia, Uki.

## Personajes
Kohane Hatoya (鳩谷 こはね Hatoya Kohane?)
Seiyuu:Yuka Ozaki
Hizume Arima (有馬 ひづめ Arima Hizume?)
Seiyuu: Yuina Yamada
Hizume, estudiante de secundaria, es el miembro más hábil del Club de animadoras. Al ser extremadamente seria, tiende a tomar las cosas literalmente.
Uki Sawatari (猿渡 宇希 Sawatari Uki?)
Seiyuu: Mikako Izawa
Uki es la mejor amiga y compañera de escuela de Kohane, a menudo interpretando el papel de tsukkomi frente a ella. Tiene predilección por las cosas lindas.
Kotetsu Tatejima (舘島 虎徹 Tatejima Kotetsu?)
Seiyuu: Tomori Kusunoki
A pesar de su apariencia, Kotetsu puede ser increíblemente franca en la conversación. Una estudiante de secundaria, Kotetsu a menudo es sensible cuando hablan de su peso y su nombre que suena masculino.
Kana Ushiku (牛久 花和 Ushiku Kana?)
Seiyuu: Haruka Shiraishi
Kana actuó una vez junto a Hizume en su antiguo equipo de animadoras. Habiéndose unido al equipo después de Hizume, Kana continúa llamándola sempai, a pesar de estar en el mismo grado.
Ms. Inukai (犬養先生 Inukai-sensei?)
Seiyuu:Eriko Matsui
La Sra. Inukai es la maestra de aula de Kohane y la asesora del club de animadoras. Una vez fue conocida como "Creative Dancer Inukai".
Kon Akitsune (秋常 紺 Akitsune Kon?)
Seiyuu: Hiyori Kono
Kon es la compañera de clase de Kohane y una amiga cercano de Kotetsu.  Fue una de las primeras estudiantes en solicitar ayuda a la Asociación de porristas. Kon había asumido erróneamente que la Asociación de Porristas manejaba asuntos relacionados con el romance, en los que de alguna manera podían "animarla" y ayudarla mientras intentaba confesarle a su tutora, que resulta ser una mujer de 20 años.
Basketball-senpai (バスケ先輩 Basuke-senpai?)
Seiyuu: Yurina Furukawa
Presidente del Club de Economía Doméstica (家庭科部部長 Ieniwaka-bu Buchō?)
Seiyuu: Nao Natsuno
Akane Sawatari (猿渡 暁音 Sawatari Akane?)
Seiyuu: Aimi Tanaka
Akane es el hermano pequeño de Uki. Juega fútbol para su equipo de la escuela primaria, los "Victories", pero generalmente se sienta en el banco al principio de los juegos.
Suzuko Nekoya (根古屋 鈴子 Nekoya Suzuko?)
Seiyuu: Risae Matsuda
Suzuko es la hermana gemela de Tamako y miembro del equipo de animadoras de la comunidad. A diferencia de Hizume y Kana, quienes dejaron el equipo en la secundaria, Tamako y Suzuko continuaron actuando y ahora están colocados en su equipo de la escuela secundaria.
Tamako Nekoya (根古屋 珠子 Nekoya Tamako?)
Seiyuu: Satsumi Matsuda
Tamako es la hermana gemela de Suzuko, quienes son miembros actuales del equipo de porristas de la comunidad en el que Hizume y Kana participaron una vez. Al igual que su hermana, Tamako está orgullosa del hecho de que ambas interpretan sus vítores en sincronía completa entre sí. , a pesar de ignorar al resto del equipo.
Hizume's Brother (ひづめの兄 Hidume no Ani?)
El hermano mayor de Hizume. Su rostro nunca se revela en la serie y solo se menciona cada vez que Hizume lo menciona en una conversación.
Un estudiante universitario, su vida universitaria consiste en una combinación aparentemente extraña de seminarios universitarios, trabajos a tiempo parcial y citas en grupo. Su amor por las chicas de secundaria, particularmente sus uniformes escolares, lo marca como una persona algo excéntrica a los ojos de Uki. Sin embargo, Hizume a menudo se toma muy en serio sus palabras, considerándolas como un sabio consejo en lugar de estar completamente fuera de lugar.

## Contenido de la obra

### Manga
| N.º | Fecha de lanzamiento     | ISBN original          |
| --- | ------------------------ | ---------------------- |
| 1   | 27 de febrero de 2017    | ISBN 978-4-8322-4807-6 |
| 2   | 27 de enero de 2018      | ISBN 978-4-8322-4914-1 |
| 3   | 27 de septiembre de 2018 | ISBN 978-4-8322-4978-3 |
| 4   | 25 de julio de 2019      | ISBN 978-4-8322-7110-4 |
| 5   | 25 de septiembre de 2020 | ISBN 978-4-8322-7214-9 |

### Anime
Una adaptación de la serie de televisión de anime producida por Doga Kobo se emitió del 7 de octubre al 23 de diciembre de 2018 en AT-X, Tokyo MX y BS11. El anime está dirigido por Masako Sato, con guiones escritos por Fumihiko Shimo y diseños de personajes manejados por Manamu Amasaki. El tema de apertura es "Jump Up ↑ Yell !! (ジャンプアップ↑エール!! Jump Appu ↑ Eiru !!?), y el tema final es" One for All ", ambos interpretados por Yuka Ozaki, Yuina Yamada, Mikako Izawa, Tomori Kusunoki y Haruka Shiraishi. Crunchyroll transmitió la serie. La serie tuvo una duración de 12 episodios. 
| # | Título | Estreno                 |
| --- | --- | ----------------------- |
| 1 | «Mi primera experiencia animando» «Hajimete no Chia» (はじめてのチア)                                       | 7 de octubre de 2018    |
| Obsesionada con las porristas a primera vista, Kohane Hatoya se desanima al descubrir que su nueva escuela, Kaminoki , no tiene un club de porristas. Al reconocer a la estudiante Hizume Arima como una de las porristas que vio, Kohane decide formar su propio Club de porristas, pero descubre que Hizume no está dispuesta a convertirse en miembro. Mientras Kohane intenta sin éxito reclutar a Hizume, quien la ataca después de que inadvertidamente toca algo traumático, su amiga Uki Sawatari escucha que Hizume fue expulsada de su antiguo equipo de porristas por ser demasiado buena. Queriendo demostrar que se toma en serio las porristas, Kohane se entrena para superar su miedo a las alturas, convenciendo a Hizume de que se una a su Club de porristas. | |                         |
| 2 | «Linda pero genial» «Kawaii kedo Kakkoi» (かわいいけどかっこいい)                                           | 14 de octubre de 2018   |
| Hizume comienza a entrenar a Kotone para desarrollar su destreza física, dándole su antiguo uniforme de práctica. Sintiendo que Kotone mejorará mejor con la motivación, Hizume sigue los consejos de Uki y les enseña cómo hacer pompones. Mientras Kotone intenta convencer a Uki para que se una al club de porristas, Hizume le muestra una rutina de porristas, convenciéndola de unirse. | |                         |
| 3 | «Asociación de animadoras. ¡Animando por amor!» «Chia Dōkō-kai, Koi no Ōen» (チア同好会、恋の応援)          | 21 de octubre de 2018   |
| Con las actividades del club en espera, Hizume y Uki intentan ayudar a Kohane a estudiar para los exámenes, aunque pronto les preocupa que esté demasiado concentrada en estudiar. Habiendo reclutado a tres miembros, las chicas son aprobadas como asociación y se les da la antigua sala de audiovisuales para practicar. Luego, la pandilla ayuda a su compañera de clase Kon Akitsune a confesarse con su tutor privado, permaneciendo dedicada a ayudarla después de enterarse de que su enamorado es una mujer. conduciendo a una confesión exitosa. | |                         |
| 4 | «¡Animemos!»                                                                                                | 28 de octubre de 2018   |
| El capitán del club de baloncesto le pide a la Asociación de Porristas que los animen durante un partido. Al darse cuenta de que la amiga de Kon, Kotetsu Tatejima, muestra interés en la asociación, las chicas le piden que se una a modo de prueba, pero descubren que le falta demasiado confianza para aceptar. Dado que los uniformes prefabricados resultan demasiado caros, las chicas hacen sus propios uniformes a tiempo para el partido de baloncesto, con Kohane haciendo pompones para todos en la multitud. Cuando Kaminoki gana el partido gracias a los vítores de todos, Kotetsu, asombrado por la actuación de las chicas, decide unirse a la Asociación de porristas.                                                                                        | |                         |
| 5 | «Movimientos de brazos sonriendo» «Egao de Āmu Mōshon» (笑顔でアームモーション)                             | 4 de noviembre de 2018  |
| Las chicas celebran una fiesta de bienvenida para Kotetsu antes de comenzar con algunos estiramientos de calentamiento y movimientos de brazos. Más tarde, se les pide a las niñas que ayuden al club de economía doméstica a decidir un menú para un concurso de cocina. Al enterarse de que el club de baloncesto le pidió al club del hogar que les agradeciera en su nombre, las niñas deciden dar las gracias a cambio con una alegría. | |                         |
| 6 | «Pose de base doble superemocionante» «Dokidoki Daburu Bēsu Sai Sutando» (どきどきダブルベースサイスタンド) | 11 de noviembre de 2018 |
| Cuando se les pide a las chicas que actúen para la ceremonia de apertura de un festival local, deciden implementar un soporte de muslo de base doble en su rutina con Kohane en la parte superior. El día del festival, Kotetsu se pone nerviosa, pero logra recuperar su valor durante la actuación, que resulta ser un éxito. | |                         |
| 7 | «La voladora teme a las alturas» «Toppu wa Kōsho Kyōfu-shō» (トップは高所恐怖症)                            | 18 de noviembre de 2018 |
| Mientras Kotetsu se preocupa por su peso, Kohane explica cómo llegó a tener miedo a las alturas. Más tarde, cuando las chicas van a una tienda de porristas en busca de suministros de porristas, Hizume le pide consejo a la otra sobre cómo llevarse bien con sus compañeros de clase. Después de que Hizume logra superar esta situación con la ayuda de Kohane, los demás se enfrentan a Kana Ushiku, quien afirma que Hizume es demasiado bueno para la Asociación Cheer. | |                         |
| 8 | «Hizume y yo» «Senpai to Atashi» (せんぱいとあたし)                                                         | 25 de noviembre de 2018 |
| Sin dejar de tener curiosidad por Kana, quien era parte del antiguo equipo de porristas de Hizume, se les pide a las chicas que animen nuevamente al equipo de baloncesto y traten de crear su propia coreografía. Unos días después, Kana llama a Uki al techo para preguntarle por qué Hizume se unió a la Asociación de porristas solo para resbalar en un charco, lo que llevó a Uki a torcerse el tobillo protegiéndola. Con Uki incapaz de actuar como resultado, Kana toma su lugar en el equipo el día del partido de baloncesto. Al darse cuenta de lo divertido que se está divirtiendo Hizume y al mismo tiempo darse cuenta por sí misma de lo divertido que puede ser ser porrista, Kana decide unirse a la Asociación de porristas.                                | |                         |
| 9 | «¡Tenemos capitana! Cinco animadoras» «Buchō Kettei! Gonin no Chia» (部長決定！五人のチア)                  | 2 de diciembre de 2018  |
| Con suficientes miembros para convertir la Asociación de porristas en un club oficial, las chicas asignan a Kohane como presidenta y consiguen que la maestra de salón Inukai sea su asesora. Luego se le pide al club que anime a un equipo de fútbol que incluye al hermano menor de Uki, Akane, quien no tiene la mejor impresión de porristas. El día del partido, mientras Akane se sienta en el banco, Uki y los demás lo animan a animar junto con ellos, lo que lo lleva a ser elegido para jugar durante la segunda mitad. | |                         |
| 10 | «Calcetines y campamento de verano» «Kutsushita to Natsu Gasshuku» (くつ下と夏合宿)                         | 9 de diciembre de 2018  |
| Se solicita al Club de animadoras que vigile al club de manga mientras intentan terminar un manuscrito para el día siguiente. Con un torneo de porristas que se acerca, las chicas van a un campo de entrenamiento en la playa, donde Hizume tiene problemas para acercarse a Kana. | |                         |
| 11 | «Tensión en la sentada en hombros» «Harahara Shorudā Sutoradoru» (はらはらショルダーストラドル)             | 16 de diciembre de 2018 |
| Buscando ayudar a Kohane a superar su miedo a las alturas, las chicas practican cómo hacer un salto de hombros, logrando hacerlo con éxito durante un evento al día siguiente. Más tarde, cuando las chicas eligen sus atuendos de animadoras para el torneo, se encuentran con Suzuko y Tamako Nekoya del antiguo equipo de Hizume. | |                         |
| 12 | «Una para todas, todas para una»                                                                            | 23 de diciembre de 2018 |
| Llega el día del torneo de porristas, con Hizume logrando arreglar las cosas con sus excompañeros. Mientras las chicas van a actuar, Kohane siente la presión de estar a la altura de los otros equipos, pero los demás le muestran su apoyo, animándola a ser su yo habitual. A pesar de no llegar a las preliminares, el equipo es elogiado por divertirse con su actuación. | |                         |